# Lily Coffee
Lily Coffee est une pianiste et compositeur de musique ragtime, née au Texas en 1891 et morte à Houston dans son Texas natal en 1975, à l'âge de 83 ans. Elle est notamment célèbre pour ses deux rags, "Coffee Rag" (publié en 1915), et "Regal Rag" (publié en 1916).

## Liste des compositions
1915
- Coffee Rag

1916
- Regal Rag

1930s
- I'm Just a Misfit
- We Welcome You to Texas
- Tiny Little Fellow